# Riedenheim
Riedenheim ist eine Gemeinde im unterfränkischen Landkreis Würzburg. Die Gemeinde ist Mitglied der Verwaltungsgemeinschaft Röttingen.

## Geographie

### Geographische Lage
Riedenheim liegt in der Region Würzburg.

### Gemeindegliederung
Es gibt vier Gemeindeteile (in Klammern der Siedlungstyp):
- Lenzenbrunn (Weiler)
- Oberhausen (Weiler)
- Riedenheim (Pfarrdorf)
- Stalldorf (Pfarrdorf)

Es gibt die Gemarkungen Riedenheim und Stalldorf.

## Geschichte

### Bis zur Gemeindegründung
In Riedenheim wurde der frühkeltische Großgrabhügel „Fuchsenbühl“ ergraben und 1981 wieder in seine ursprüngliche Form gebracht. Als Teil des Hochstiftes Würzburg, das zum Fränkischen Reichskreis gehörte, wurde Riedenheim 1803 zugunsten Bayerns säkularisiert, dann im Frieden von Preßburg 1805 Erzherzog Ferdinand von Toskana zur Bildung des Großherzogtums Würzburg überlassen, mit welchem es 1814 endgültig an Bayern fiel. Im Zuge der Verwaltungsreformen in Bayern entstand mit dem Gemeindeedikt von 1818 die heutige Gemeinde.

### Eingemeindungen
Im Zuge der Gebietsreform in Bayern wurde am 1. Mai 1978 die Gemeinde Stalldorf eingegliedert.

### Einwohnerentwicklung
- 1961: 836 Einwohner[6]
- 1970: 857 Einwohner[6]
- 1987: 755 Einwohner
- 1991: 758 Einwohner
- 1995: 772 Einwohner
- 2000: 811 Einwohner
- 2005: 786 Einwohner
- 2010: 743 Einwohner
- 2015: 731 Einwohner
- 2018: 699 Einwohner

Im Zeitraum 1988 bis 2018 sank die Einwohnerzahl von 751 auf 699 um 52 Einwohner bzw. um 6,9 %. 2000 hatte die Gemeinde 816 Einwohner.
Quelle: BayLfStat

## Politik

### Bürgermeister
Als ersten Bürgermeister wurde am 1. Mai 2008 Edwin Fries aus der Wählergemeinschaft Riedenheim-Stalldorf gewählt. Bei der Kommunalwahl vom 15. März 2020 wurde Edwin Fries mit 96,05 % der Stimmen wiedergewählt.
Zum 2. Bürgermeister wurde durch den Gemeinderat Bastian Michel gewählt.

### Gemeinderat
Der Gemeinderat besteht aus acht Mitgliedern. Bei der Kommunalwahl vom 15. März 2020 haben von den 597 stimmberechtigten Einwohnern 480 von ihrem Wahlrecht Gebrauch gemacht, womit die Wahlbeteiligung bei 80,40 % lag.
Gemeinderatsmitglieder: (2020–2026):
- Bastian Michel
- Stefan Mark
- Annette Kuhn
- Franz Gabel
- Stefan Dörr
- Benjamin Breunig
- Philipp Markgraf
- Markus Scheuermann

### Wappen
| Wappen von | Blasonierung: „Geteilt von Silber und Blau; oben ein linksgewendeter, waagrechter roter Rost, unten ein mit drei blauen Ringen belegter silberner Schrägbalken.“ |
| Wappen von | Wappenführung seit 1969 |

## Wirtschaft einschließlich Land- und Forstwirtschaft
2022 gab es 64 sozialversicherungspflichtig Beschäftigte am Arbeitsort, 336 sozialversicherungspflichtig Beschäftigte am Wohnort und 7 Arbeitslose. Im verarbeitenden Gewerbe gab es keinen und im Bauhauptgewerbe zwei Betriebe. 2020 bestanden 39 landwirtschaftliche Betriebe mit einer landwirtschaftlich genutzten Fläche von 1311 Hektar.

## Kultur und Sehenswürdigkeiten

### riedenheim project

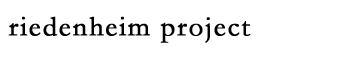
Logo des riedenheim project

Die freischaffenden akademischen Künstler Herbert Mehler und Sonja Edle von Hoeßle begannen im Jahre 2000 ihr riedenheim project. Ein Wohnhaus, ein Atelier für Malerei und eine Metallwerkstatt sind die Basis. In der Scheune und im Atelier fanden permanente Ausstellungen auf über 500 m² statt, Skulpturen sind in unmittelbarer Nähe des Anwesens im Gelände aufgestellt. Aufführungen, Konzerte usw. wurden gelegentlich veranstaltet.

### Energie

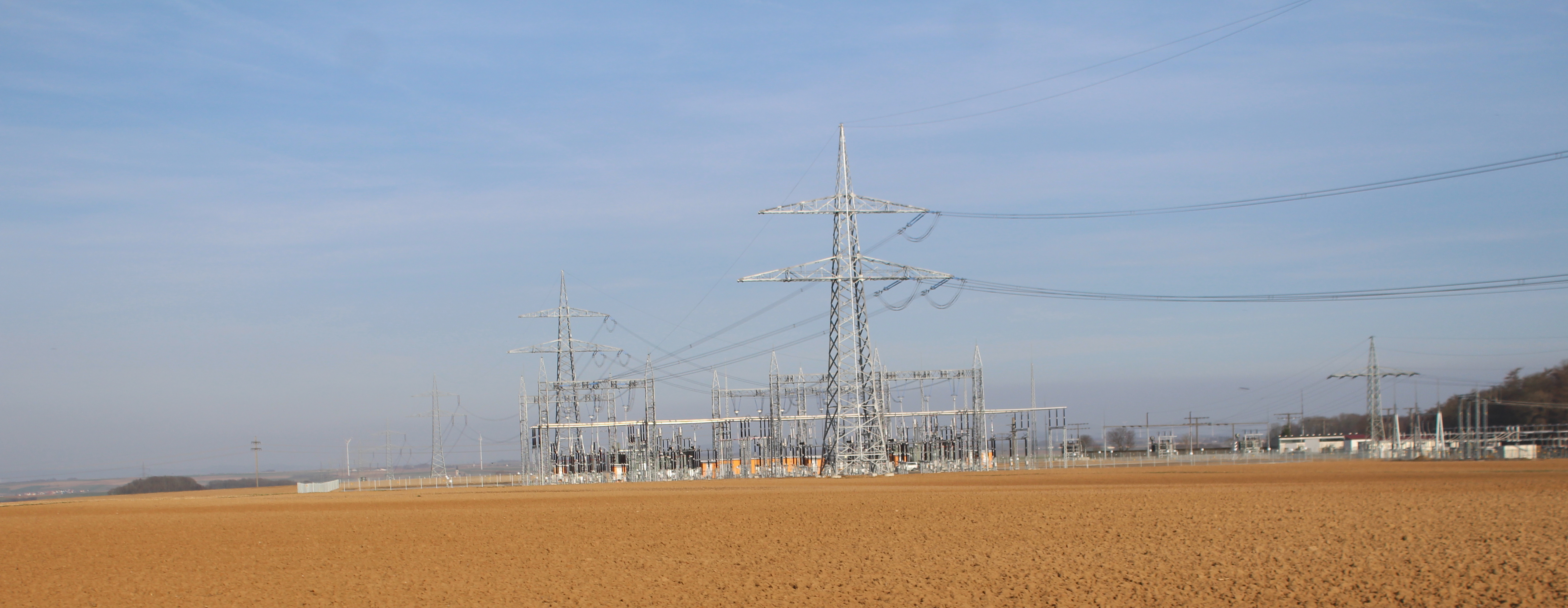
Umspannwerk Stalldorf

In Riedenheim existiert seit 2016 ein 380-/110-kV-Umspannwerk, das oberspannungsseitig von Grafenrheinfeld und Kupferzell gespeist wird.

## Bildung
Es gibt folgende Einrichtungen (Stand 2020):
- Kindergarten u. Kinderkrippe St. Elisabethenverein Riedenheim e. V.[11]

## Vereine
Es gibt folgende Vereine in Riedenheim (Stand 2017):
- DJK SV Riedenheim
- Theatergruppe Riedenheim
- Fallschirmsportspringerclub Oberhausen/Ufr. e. V.
- Modellfluggemeinschaft Ochsenfurter Gau e. V. Riedenheim

## Persönlichkeiten
- Gregor Schmitt (* 1832 in Riedenheim; † 1908 in Würzburg), Mediziner, Ehrenbürger der Stadt Volkach
- Franz Schmitt (* 1865 in Riedenheim; † 1941 in Würzburg), Großhändler, Kommerzienrat, Politiker (BVP) und Mitglied des Reichstages